# Calle Abades (Sevilla)
La calle Abades se ubica en pleno casco antiguo de la ciudad española de Sevilla, en las inmediaciones de la catedral y la plaza de La Virgen de los Reyes. Va de Corral del Rey a Mateos Gago y es paralela a Don Remondo. Esta vía formó parte de Sevilla ya en la época romana.

## Historia
En el siglo XIII, Fernando III le dio el nombre de Abades porque allí vivían clérigos y canónigos, ya hecha catedral y por estar cerca del palacio arzobispal. En la calle fueron encontrados los capiteles corintios que rematan los fustes de las columnas colocadas en la Alameda de Hércules.
Hay una letrilla popular sobre esta calle:

En la calle Abades, todos son tíos y ninguno padres".

## Arquitectura
En 1298, en época árabe, se ha dicho de que se encontraron subterráneos y cimentación de una casa (según Argote de Molina), en la que estuvo la Escuela de Magia Diabólica que tenían los moros. En su subsuelo existe una red de laberintos de callejones y tabiquerías. En el número 43, ya en nuestros día, estuvo la Escuela Francesa. Y en el número 16, nació y murió el canónigo Francisco Muñoz y Pavón. En el número 14 se encuentra el noble edificio de la casa de Los Pinelo, construida en el siglo XVI para Diego Pinelo, canónigo de la catedral. En 1983, este inmueble fue adquirido por el Estado y restaurado para la ubicación de las Reales Academias de las Buenas Letras, Bellas Artes y Medicina. 